# Jakimowicz (herb szlachecki)
Jakimowicz – herb szlachecki.

## Opis herbu
W polu czerwonym pół srebrnej strzały, żeleźcem w górę, dwa razy przekrzyżowana, wsparta na półpierścieniu. Klejnot: trzy pióra strusie.